# Charing Cross
Charing Cross és un barri del districte de Ciutat de Westminster de Londres, Anglaterra (Regne Unit). Charing Cross denota la unió dels carrers de Strand, Whitehall i Cockspur, al sud de Trafalgar Square. Antiguament en aquest emplaçament hi havia hagut la Creu d'Elionor, que dona nom al barri, mentre que actualment hi ha una estàtua eqüestre del rei Carles I d'Anglaterra i d'Escòcia. Des de la segona meitat del segle xviii, Charing Cross és vist com el centre de Londres. És un dels principals punts de referència per a la mesura de distàncies des de Londres juntament amb la Pedra de Londres i les portes de l'església de St Mary-le-Bow.